# While She Sleeps
While She Sleeps es una banda de metalcore natural de Sheffield. La banda se formó en el año 2006, el grupo está compuesto por el vocalista Lawrence Taylor, los guitarristas Sean Long y Mat Welsh, el bajista Aaran Mackenzie y el batería Adam Savage. Actualmente tienen  contrato con el sello discográfico Search and Destroy Records en el Reino Unido, con Good Fight Music en los Estados Unidos y con Shock Records en Australia.

## Estilo musical e influencias
El estilo musical de While She Sleeps es descrito a menudo como metallic hardcore (un término usado para describir el hardcore punk inclinado hacia al metalcore) por los críticos. También se les ha descrito como hardcore punk. Han citado a Thrice, Slipknot, Foo Fighters, Underoath, Refused, Comeback Kid, Gallows y Alexisonfire como influencias musicales. El sonido de la banda generalmente presenta guitarras muy afinadas, tonos graves gruesos, screams y tambores de ritmo rápido, ocasionalmente complementados por melodías de guitarra e interludios de piano. Cuando se les preguntó sobre la progresión entre su EP debut, The North Stands for Nothing y su álbum de estudio de 2012, This Is the Six, el guitarrista Mat Welsh dijo que no habían cambiado su sonido drásticamente, diciendo que era "súper pesado pero también melódico".

## Miembros
Miembros actuales
- Lawrence "Loz" Taylor – Voz gutural (2009–presente)
- Sean Long – Guitarra líder y coros (2006–presente)
- Mat Welsh – Guitarra rítmica, Voz y Piano (2006–presente)
- Aaran McKenzie – Bajo y coros (2006–presente)
- Adam "Sav" Savage – Batería y percusión (2006–presente)

Antiguos miembros
- Jordan Widdowson – Voz (2006–2009)

Línea del Tiempo

## Discografía
Álbumes de estudio
- This Is the Six - (2012)
- Brainwashed - (2015)
- You Are We - (2017)
- So What? - (2019)
- Sleeps Society - (2021)
- Self Hell - (2024)

EPs
- And This Is Just the Start - (2006)
- Split - (2009)
- The North Stands for Nothing - 2010

## Videografía
| Canción                   | Año  | Álbum                                                             | Director(es)                |
| ------------------------- | ---- | ----------------------------------------------------------------- | --------------------------- |
| "Crows"                   | 2011 | The North Stands for Nothing                                      | Tom Welsh                   |
| "Be(lie)ve"               | 2011 | The North Stands for Nothing (Deluxe Edition) and This Is the Six | Tom Welsh                   |
| "This Is the Six"         | 2012 | This Is the Six                                                   | Tom Welsh                   |
| "Dead Behind the Eyes"    | 2012 | This Is the Six                                                   | GETDELUXE Films             |
| "Seven Hills"             | 2012 | This Is the Six                                                   | Tom Welsh                   |
| "Our Courage, Our Cancer" | 2012 | This Is the Six                                                   | Stuart Birchall             |
| "Death Toll"              | 2013 | This Is the Six (Deluxe Edition)                                  | Ben Thornley y Paul Burrows |
| "New World Torture"       | 2014 | Brainwashed                                                       | -                           |
| "Four Walls"              | 2014 | Brainwashed                                                       | Tom Welsh                   |
| "Our Legacy"              | 2015 | Brainwashed                                                       | Tom Welsh                   |
| "Brainwashed"             | 2015 | Brainwashed                                                       | -                           |
| "Civil Isolation"         | 2016 | You Are We                                                        | -                           |
| "Hurricane"               | 2016 | You Are We                                                        | Tom Welsh                   |
| "You Are We"              | 2017 | You Are We                                                        | -                           |
| "Silence Speaks"          | 2017 | You Are We                                                        | Tom Welsh y Taylor Fawcett  |
| "Feel"                    | 2017 | You Are We                                                        | Aaran McKenzie              |
| "Empire of Silence"       | 2017 | You Are We                                                        | Ryan Chang                  |
| "Steal the Sun"           | 2017 | You Are We                                                        | Ryan Chang y Mat Welsh      |
| "Anti-Social"             | 2018 | So What?                                                          | Tom Welsh y Taylor Fawcett  |
| "Haunt Me"                | 2018 | So What?                                                          | Aaran McKenzie              |
| "The Guilty Party"        | 2019 | So What?                                                          | Tom Welsh y Taylor Fawcett  |
| "Elephant"                | 2019 | So What?                                                          | Aaran McKenzie              |
| "I've Seen It All"        | 2019 | So What?                                                          | Aaran McKenzie              |
| "Fakers Plague"           | 2019 | -                                                                 | -                           |
| "Gates of Paradise"       | 2020 | So What?                                                          | Aaran McKenzie              |
| "Sleeps Society"          | 2020 | Sleeps Society                                                    | -                           |
| "You Are All You Need"    | 2021 | Sleeps Society                                                    | -                           |
| "Nervous"                 | 2021 | Sleeps Society                                                    | -                           |
| "Eye to Eye"              | 2022 | Sleeps Society (Deluxe Edition)                                   | Aaran McKenzie              |